# Hospital Universitario Poniente-El Ejido

Zonificación sanitaria de la provincia de Almería.

El Hospital Universitario Poniente-El Ejido es un centro hospitalario perteneciente al Servicio Andaluz de Salud, ubicado en el municipio español de El Ejido - Almería.
Es un centro referente en el diagnóstico del cáncer de colon.

## Área de influencia
Dentro de la red hospitalaria del Sistema Sanitario Público de Andalucía, está catalogado como Hospital Comarcal y cubre la atención médica especializada del Distrito Sanitario de Poniente, lo que comprende los municipios de Adra, Alcolea, Bayárcal, Balanegra, Berja, Dalías, El Ejido, Enix, Felix, Fondón, Laujar de Andarax, La Mojonera, Paterna del Río, Roquetas de Mar y Vícar.

## Unidades de Gestión Clínica activas (2009)
Los servicios clínicos del hospital se adaptan según las necesidades de la población a la que presta atención sanitaria. En 2009 incluía una serie de procedimientos diagnósticos y terapéuticos, dentro de las siguientes especialidades.
| - Análisis clínicos - Anestesia y reanimación - Aparato Digestivo - Cirugía general y Aparato digestivo - Obstetricia y ginecología - Psiquiatría - Urología - Cirugía ortopédica y traumatología - Cuidados críticos y urgencias - Dermatología - Medicina tropical | - Anatomía patológica - Hemodinámica y cardiología - Medicina interna - Pediatría - Rehabilitación - Cardiología - Hematología y Hemoterapia - Medicina tropical - Otorrinolaringología - Oftalmología |

Infraestructura
Camas: 291
Actividad 2021:
Ingresos: 12.416. Urgencias: 137.140. Consultas: 230.382
Intervenciones quirúrgicas
Programadas: 8.117. Urgentes: 2.518. Cirugía Ambulatoria: 4.991 Nacimientos: 2.274